# Краљевачко позориште
Краљевачко позориште је установа културе града Краљева, основана 1949. године. Директор установе је Миодраг Динуловић, а капацитет сале са позорницом је 190 седећих места.

## Историјат
Године 1949, 9. августа, основана је институција под називом „Народно позориште Краљево“. Прва представа која је одиграна на сцени театра била је драма Ујка Вања, рађена према истоименом делу Антона Павловича Чехова. Режију и сценографију представе потписала је Зорица Цемовић Протић.
Позориште је у свом статусу постојало до 24. јула 1956, те се његово постојање у великој мери преклапало са периодом током ког је град носио назив по Александру Ранковићу. Услед одлуке тадашњег министра просвете да обустави финансирање професионалног театра у Краљеву, Градски народни одбор основао је аматарско позориште „14. октобар Краљево“. Након четири деценије постојања таквог глумишта, одлуком Скупштине општине Краљева од јануара 1996, позоришту је враћен професионални статус и том приликом утврђено име „Краљевачко позориште“. Позориште се, међутим, потпуно активирало тек почетком новог миленијума.
У Краљевачком позоришту је 2019. године организован 55. по реду Фестивал професионалних позоришта Србије „Јоаким Вујић“. Крајем исте године је у краљевачком Народном музеју одржана изложба под називом Испод подигнуте завесе, ауторке Мирјане Савић, поводом обележавања 7 деценија постојања и уметничког рада позоришта.

## Зграда позоришта
Објекат у коме је позориште смештено подигнут је крајем 19. века, а налази се у најужем центру града, у улици Топлице Милана. Са бочне стране зграде, ка Тргу српских ратника и Споменика српским ратницима, смештена је кафана „Париз“, која важи за један од најстаријих угоститељских објеката у граду. Цео комплекс раније је представљао истоимени хотел. Услед разорног земљотреса, који је Краљево погодио 3. новембра 2010. године, зграда је претрпела значајна оштећења и у таквом стању процењена је као небезбедна за употребу. Део објекта саниран је средствима прикупљеним у виду помоћи након земљотреса. На позорници су се за време реконструкције одвијале пробе представа, док је театар свој програм изводио у својству гостујућег ансамбла на сценама других позоришта. Крајем 2011. године, током извођења радова, обрушио се плафон позоришта. У фебруару наредне године, услед пуцања цеви на спрату зграде, у салу се излила вода и поплавила већи део позоришта. Две године након земљотреса, позориште је поново пуштено у рад. Почетком 2017, поновно пуцање цеви под притиском, услед хаварије топловодне мреже, изазвало је поплаву сале и том приликом начинило већу материјалну штету. Санација је трајала око два месеца, а за то време извођене су камерне представе на позорници. Током исте године, Краљевачко позориште је добило донацију Министарства културе и информисања Републике Србије у износу од 2.900.000 динара за санацију дворане, у оквиру пројекта „Градови у фокусу“. Након реконструкције сале и окончања радова, позориште је са радом наставило у другој половини децембра 2017, када је капацитет сале смањен на 190 седећих места. Истовремено, град је отпочео процес замене имовине за зграду кафане „Париз“, у склопу чега је планирано проширење позоришта и повећање капацитета сале.

## Галерија
- Објекат у улици Топлице Милана
- зграда позоришта
- кафана „Париз“
- угао улице Топлице Милана и Трга српских ратника
- улаз у салу